# Ecki Lipske

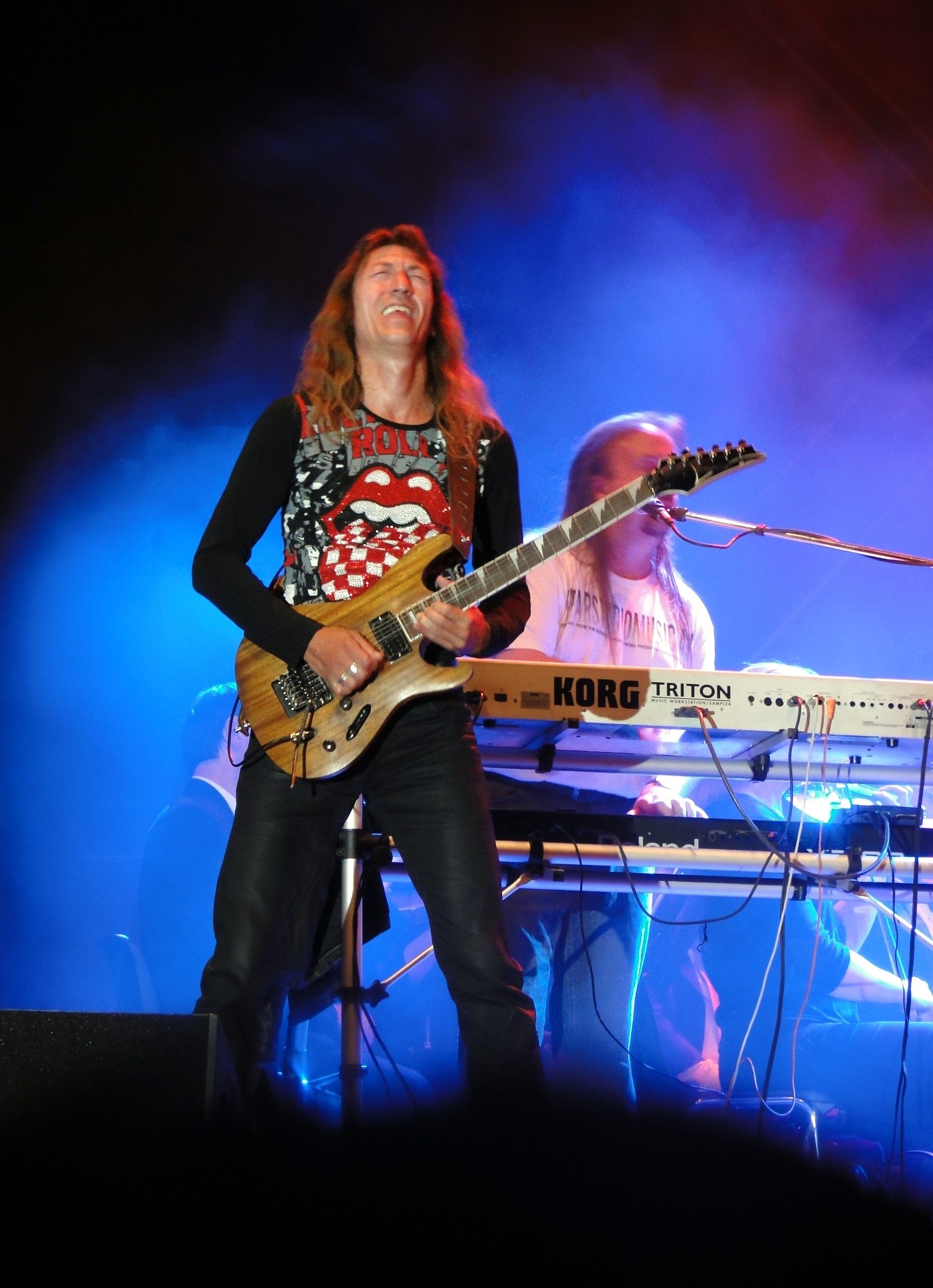
Lipske bei einem Electra-Auftritt (2009)

Eckhard „Ecki“ Lipske (* 11. November 1961 in Lauchhammer) ist ein deutscher Rock-Musiker. Bekannt wurde er vor allem als Gitarrist der Band electra.

## Leben
Lipske begann 1976 eine Lehre als Holzmodellbauer. Im Alter von 16 Jahren gründete er seine erste eigene Band. Sein 1982 begonnenes Fernstudium an der Fachschule für Gießereiwesen in Leipzig schloss er 1987 als Ingenieur für Gießereitechnik ab. Seit 1988 ist er hauptberuflich als Musiker tätig. Zunächst trat er mit seiner eigenen Band PS & Co. auf, später war er Mitglied der Band Agentur Null.
Ab 1990 war Lipske Gitarrist der Dresdner Band electra, die 2009 ihr vierzigjähriges Bühnenjubiläum feierte und damit eine der ältesten aktiven Bands Deutschlands war. Das letzte Konzert von electra fand im September 2015 statt.
Gegenwärtig ist Lipske Mitglied der Band Inspired. Daneben tritt er gemeinsam mit seiner Frau Katrin Lipske und Werner Lehmann als Country-Band Drugstore (seit 1990) und mit seiner eigenen Ecki-Lipske-Band (seit 2001) auf. Weitere Nebenprojekte sind das Lipske Bielke Trio (seit 2006) und Angie & The Crazy Birds. Lipskes erstes Solo-Album My Wooden Babe erschien 2000.
Lipske ist an den Musikschulen in Senftenberg und Leipzig als Gitarrenlehrer tätig.
Aus der Ehe mit Katrin Lipske gingen zwei Töchter hervor. Ecki Lipske lebte viele Jahre im brandenburgischen Kostebrau und zog später nach Leipzig um.